# Sharon Kovacs
Sharon Kovacs (n. 15 aprilie 1990, Baarlo⁠(d), Limburg, Țările de Jos)  mai bine cunoscută sub numele ei de familie Kovacs este o interpretă neerlandeză de muzică Soul și R&B. În august 2014 s-a lansat cu piesa My Love devenind prin aceasta renumită.

## Biografie
Kovacs a studiat la Rock City Institute în Eindhoven absolvind studiile în 2013. Împreună cu Oscar Holleman a pregătit în 2014 primul ei EP (extended play) My Love, pe care l-a înregistrat în Havana (Cuba) care conține și piesa My Love. Această piesă a ajuns în august 2014 în Tipparade-ul neerlandez. La 1 iunie 2014 i s-a acordat de către postul de radio NPO 3FM titlul 3FM Serious Talent.  În 2014 a participat la mai multe Festivaluri de muzică, printre care North Sea Jazz Festival în Lowlands și A Campingflight to Lowlands Paradise.
În albumul Vergeten liedjes voor vergeten kinderen, care cuprinde interpretările a optsprezece artiști și care au donat toate încasările Crucii Roși Internaționale, Kovacs interpretează piesa Song for Joel.

## Discografie

### Albume
- Shades of Black (2015)
- Cheap smell (2018)

### Singles
- My Love (2014)
- Diggin’ (2015)
- The Devil You Know (2015)
- Sugar pill (2017)
- Snake charmer (2019)
- Crazy (2019)
- Mata hari (2020
- Tutti frutti tequila (2021)